# Ösmo
Ösmo is een dorp in de Zweedse gemeente Nynäshamn (Södermanland). Het dorp behoort tot de provincie Stockholms län, ligt 10 km ten noorden van de havenstad Nynäshamn, heeft 3606 inwoners (2005) en een oppervlakte van 196 hectare.
Ten noorden van het dorp ligt de grote golfbaan Körunda aan het Muskanmeer.

## Verkeer en vervoer
Bij de plaats lopen de Riksväg 73 en Länsväg 225.
De plaats heeft een station aan de spoorlijn Älvsjö - Nynäshamn, de treinverbinding naar Stockholm en Nynäshamn.

## Geboren
- Ivar Lo-Johansson (1901 – 1990), schrijver en dichter

## Foto's

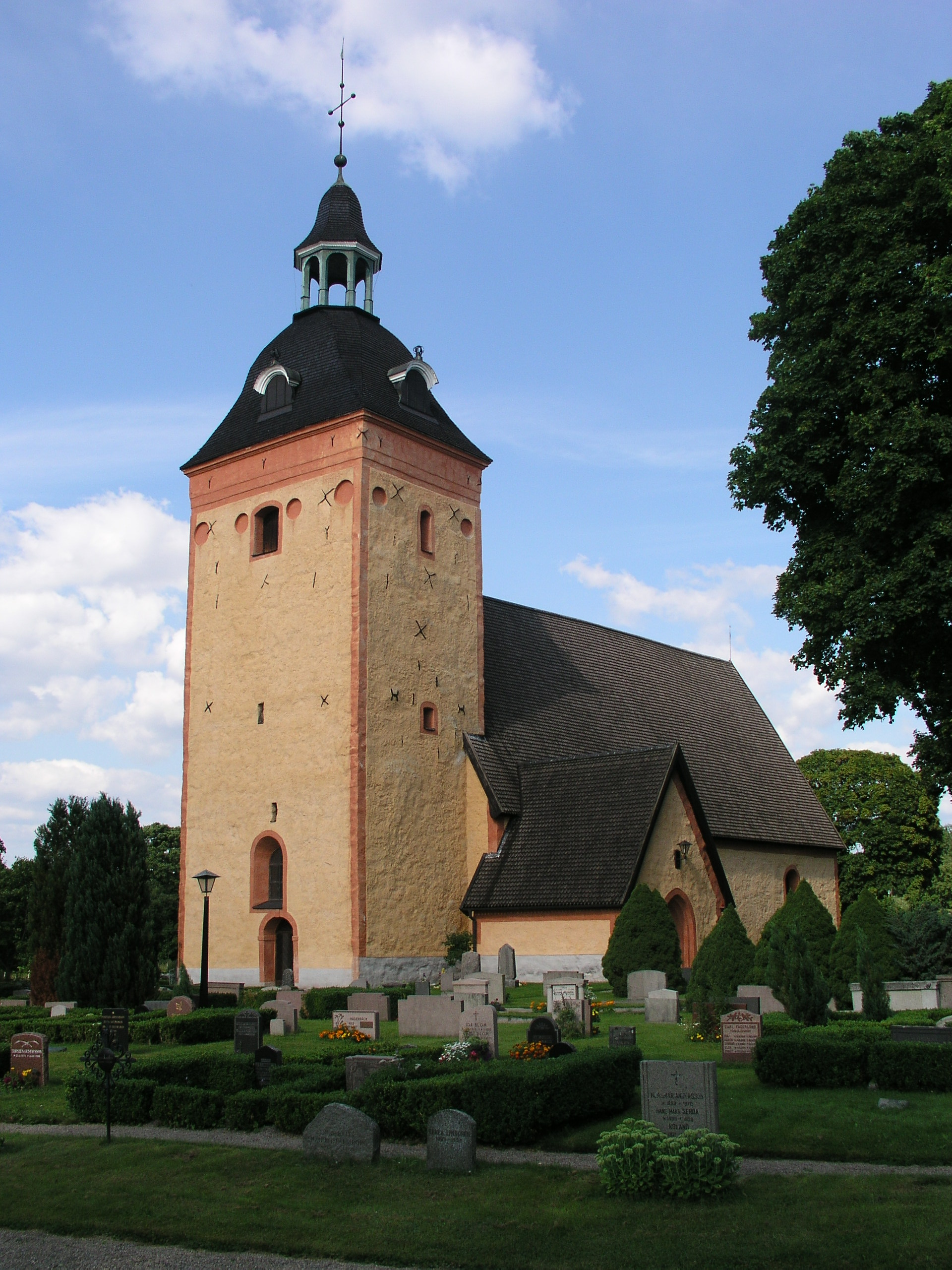
De kerk van Ösmo
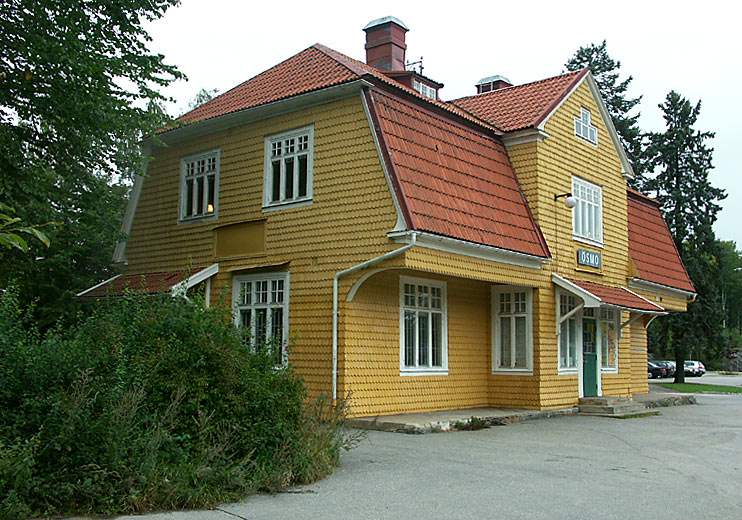
Het station van Ösmo
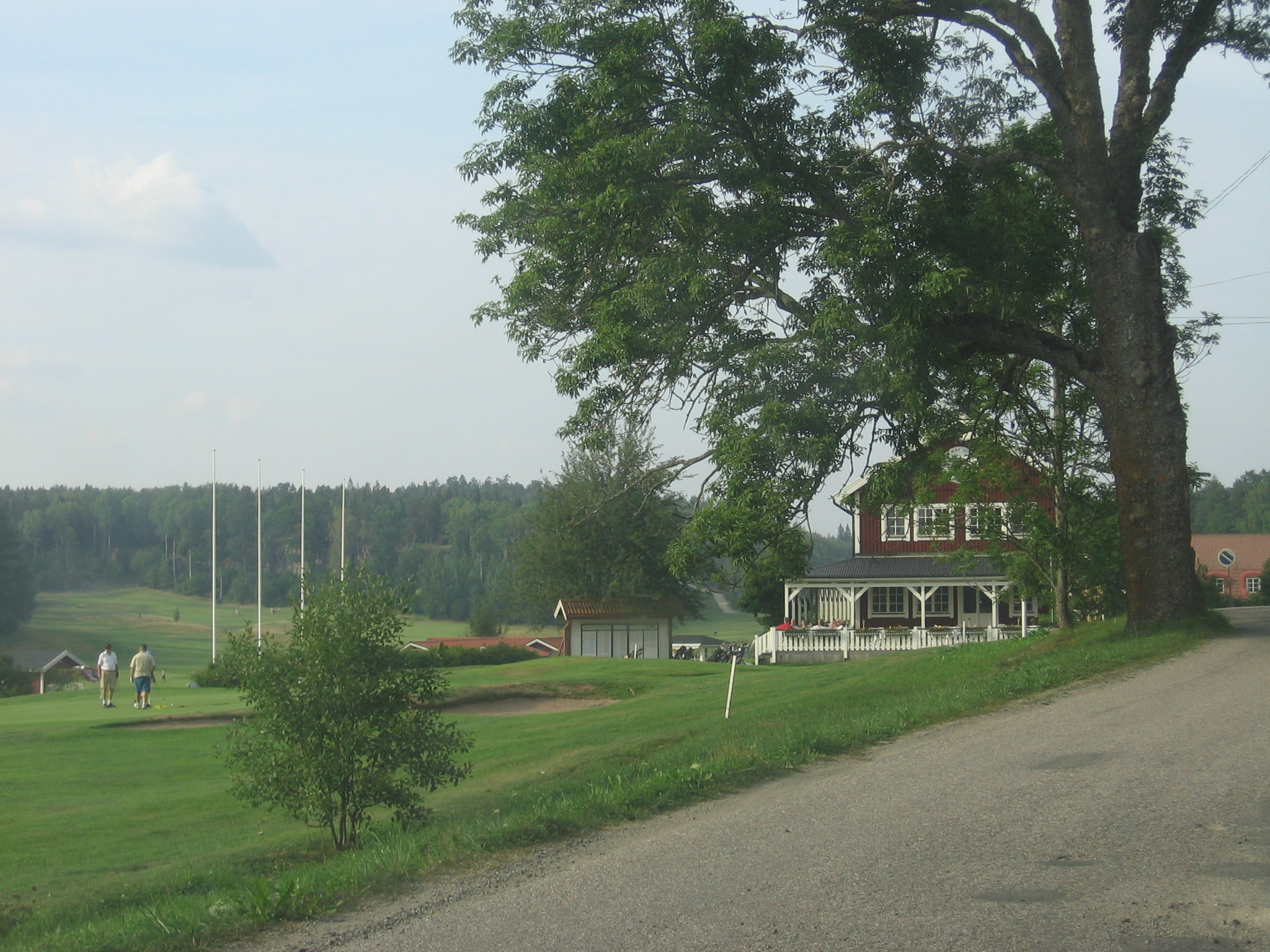
De golfbaan Körunda ten noorden van Ösmo

## Voetnoten
1. ↑  (sv)  Tätort (17-02-2006). Zweeds Bureau voor Statistiek. Tätorter 2005. Bezocht op 13 april 2009.